# Adam Hubble
Adam Hubble (* 25. März 1986 in Melbourne, Victoria) ist ein ehemaliger australischer Tennisspieler.

## Karriere
Adam Hubble spielte hauptsächlich auf der ATP Challenger Tour und der ITF Future Tour. Er feierte 13 Doppelsiege auf der Future Tour. Auf der Challenger Tour gewann er drei Doppelturniere. Vor seiner Karriere als Halbprofi studierte er an der University of Tennessee und spielte dort College Tennis.
Zum 24. August 2009 durchbrach er erstmals die Top 200 der Tennisweltrangliste im Doppel und seine höchste Platzierung war der 146. Rang im August 2010.

## Erfolge
| Legende (Anzahl der Siege)  |
| Grand Slam                  |
| ATP World Tour Finals       |
| ATP World Tour Masters 1000 |
| ATP World Tour 500          |
| ATP World Tour 250          |
| ATP Challenger Tour (3)     |

### Doppel

#### Turniersiege
| Nr. | Datum           | Turnier    | Belag         | Partner            | Finalgegner                   | Ergebnis          |
| --- | --------------- | ---------- | ------------- | ------------------ | ----------------------------- | ----------------- |
| 1.  | 15. August 2009 | Samarqand  | Sand          | Kaden Hensel       | Waleri Rudnew Iwan Serhejew   | 7:5, 7:5          |
| 2.  | 28. März 2010   | Rimouski   | Hartplatz (i) | Kaden Hensel       | Scott Lipsky David Martin     | 7:65, 3:6, [11:9] |
| 3.  | 5. Oktober 2014 | Sacramento | Hartplatz     | John-Patrick Smith | Peter Polansky Adil Shamasdin | 6:3, 6:2          |